# 늑대와 여우 사냥
〈늑대와 여우 사냥〉(영어: The Wolf and Fox Hunt)은 페테르 파울 루벤스가 1616년경에 그린 유화로, 현재 뉴욕 메트로폴리탄 미술관에 소장되어 있다. 이 그림은 말을 탄 사냥꾼들이 늑대 두 마리와 여우 세 마리를 쫓는 모습을 묘사했다. 이 작품은 루벤스의 사냥을 주제로 한 창작 단계의 시작을 의미하는 작품이다.
늑대들은 전부 루벤스가 그렸지만, 이 그림은 조수들의 도움을 받아 완성되었다. 1617년까지 캔버스의 상단이 잘려 의뢰인의 집에 맞춰져 남겨졌다.

## 관련 작품

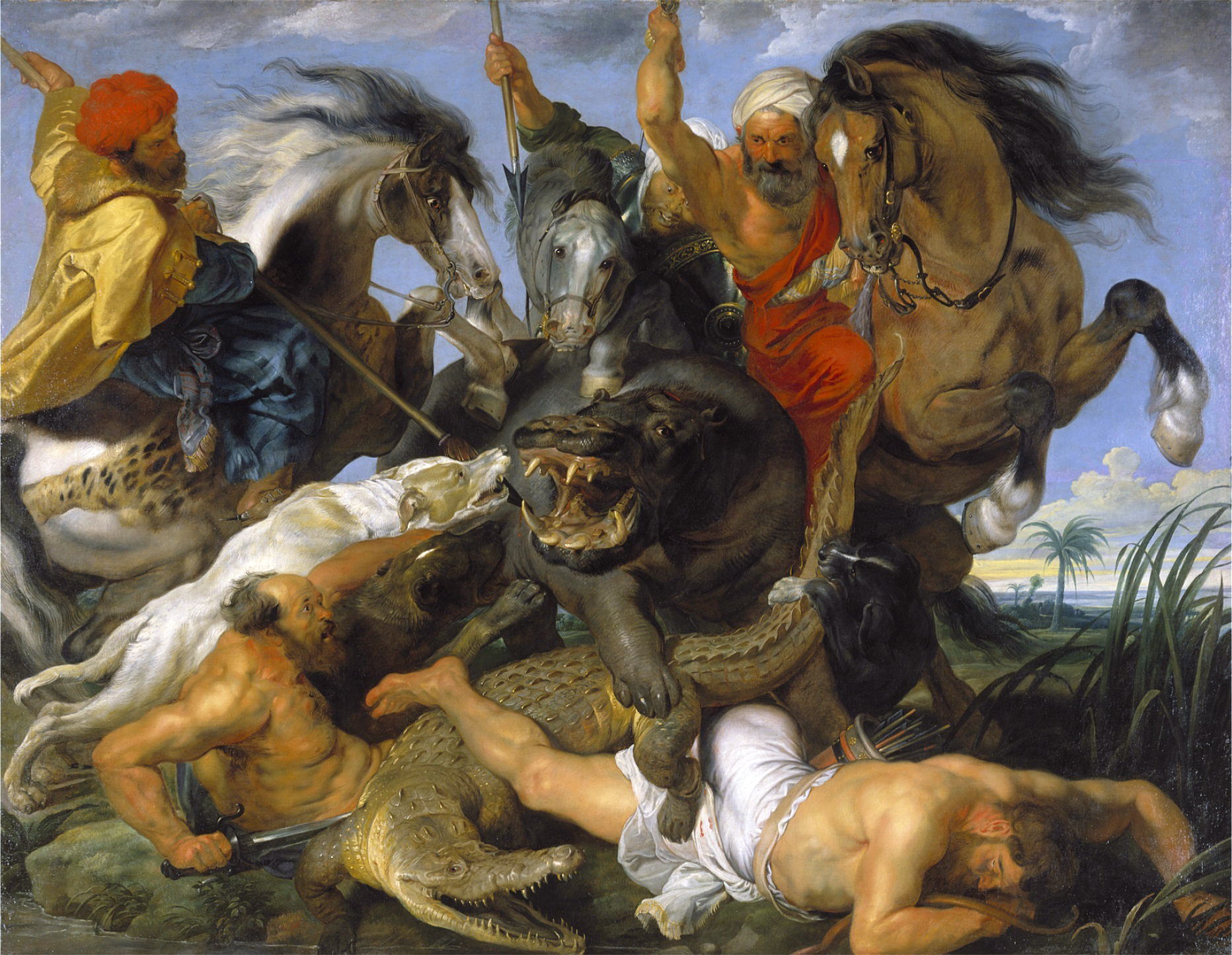
〈하마와 악어 사냥〉, 1615년~1616년
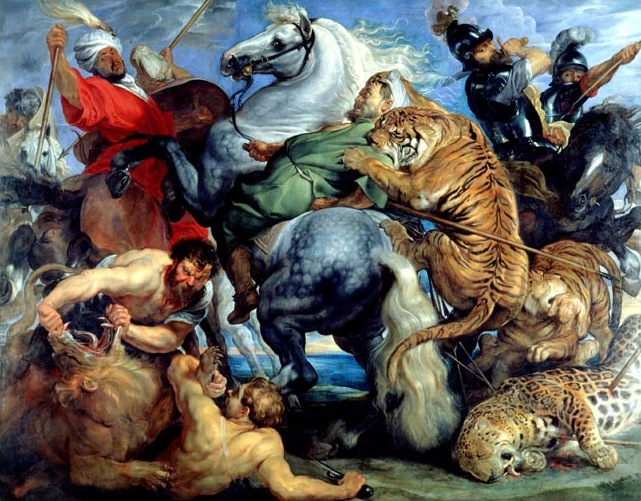
〈호랑이 사냥〉, 1615년~1616년
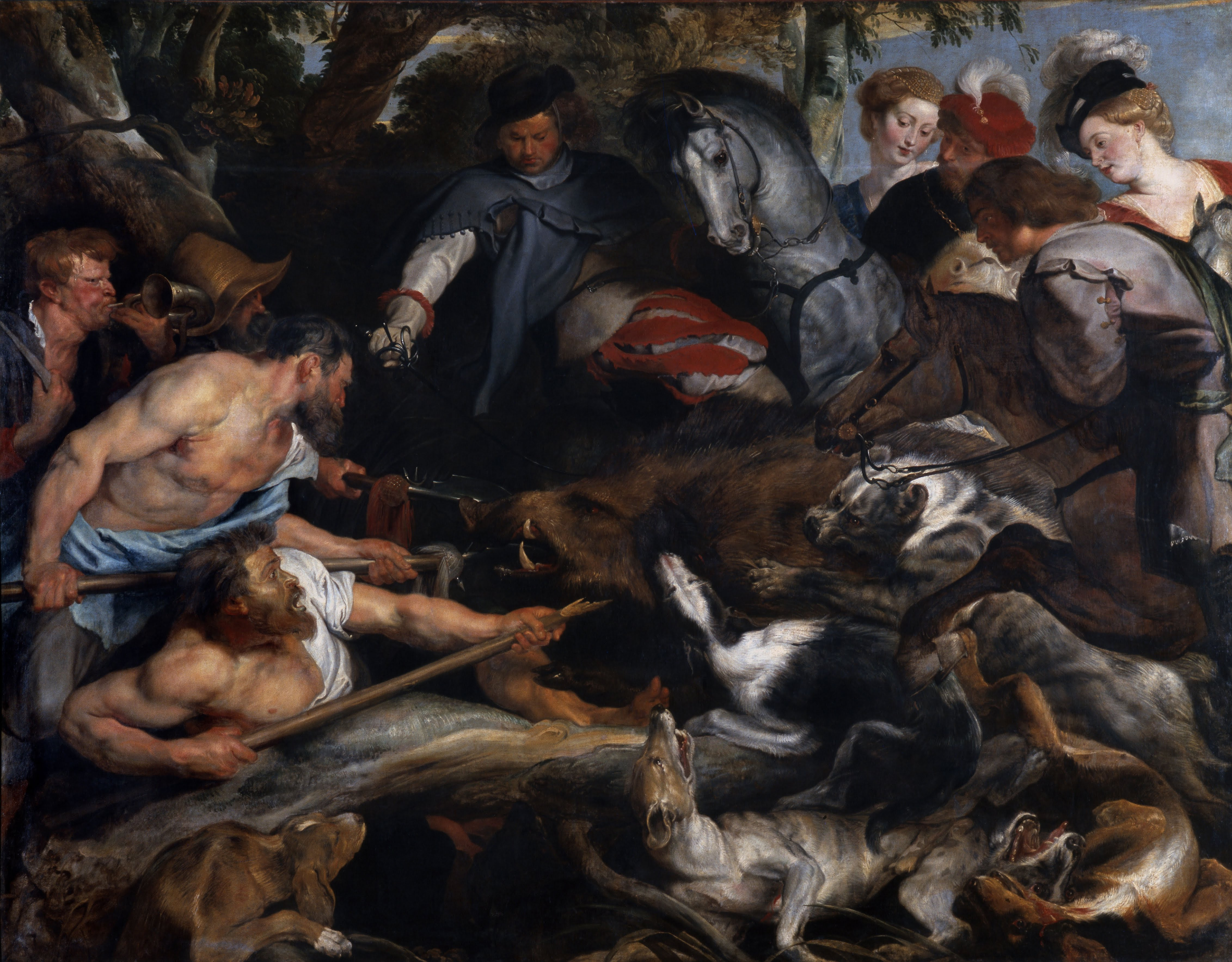
〈멧돼지 사냥〉, 1615년~1617년
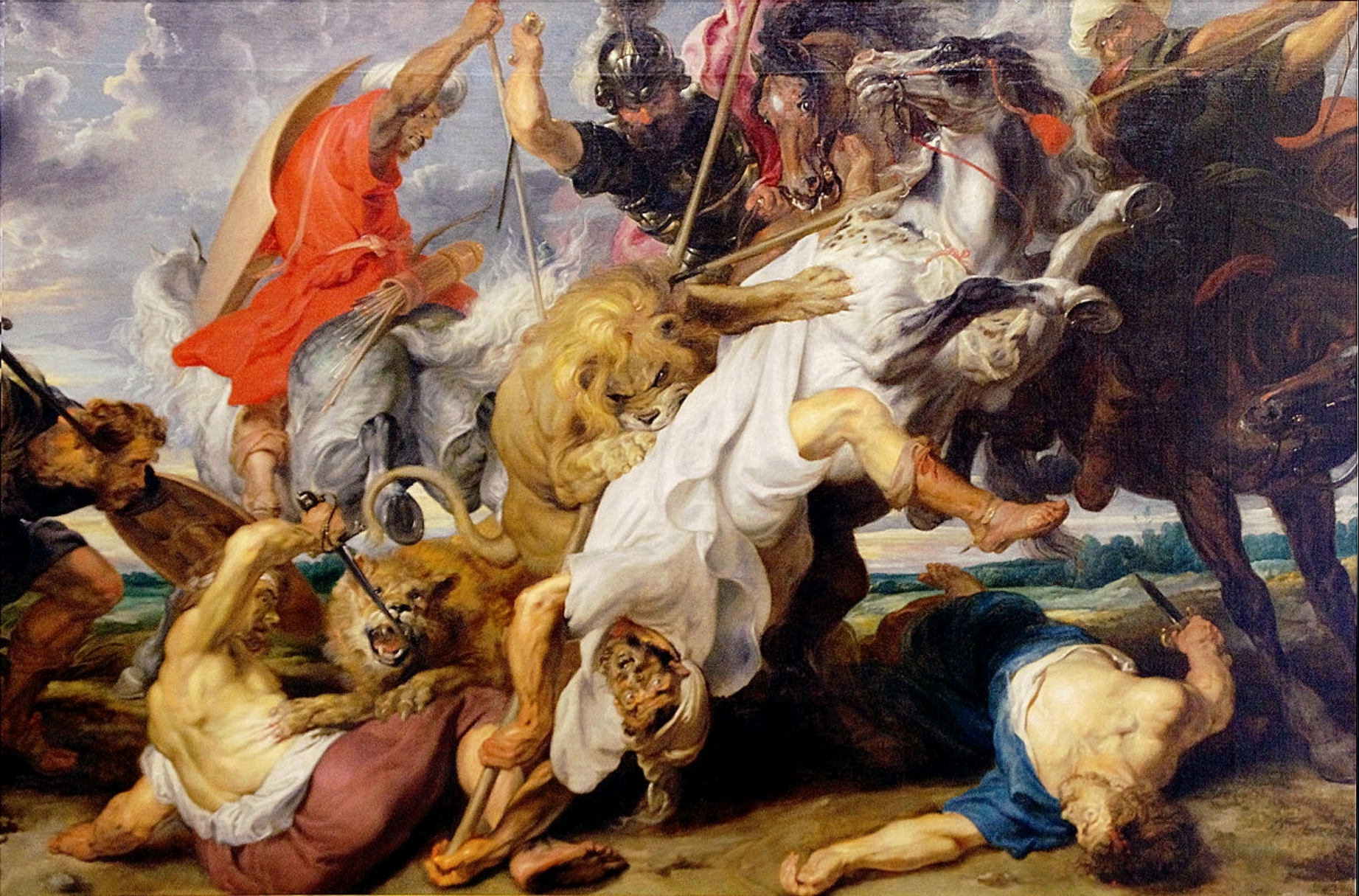
〈사자 사냥〉, 1621년